# Chrząstka mieczykowata
Chrząstka mieczykowata (łac. cartilago xiphoidea) – chrząstka wchodząca w skład klatki piersiowej.
Mostek stanowi fragment klatki piersiowej leżący dobrzusznie, pośrodkowo. Może być on zbudowany z tkanki kostnej samej lub również z tkanki chrzęstnej. Mostek dzieli się na rękojeść mostka, trzon mostka i wyrostek mieczykowaty. Ten ostatni stanowi doogonową część mostka. Właśnie tam leży chrząstka mieczykowata.
Chrząstka mieczykowata rozwinęła się wydatnie u dużych ssaków. Tworzy u nich szeroką płytę, leżącą pomiędzy mięśniami brzucha. Bierze ona udział w podtrzymywaniu trzewi. Wąska jest natomiast u drapieżnych czy też u świni. U drapieżnych jest ona wydłużona, płaska, szersza od kostnego wyrostka mieczykowatego. U świni jest zaś krótka.
Jeszcze inaczej sytuacja wygląda u konia. Nie występuje u niego kostny wyrostek mieczykowaty, a jedynie jednoimienna chrząstka.